# 바보 온달과 평강 공주
바보 온달과 평강 공주는 1961년 공개된 대한민국의 영화이다.

## 배역
- 신영균
- 김지미
- 김승호
- 이예춘
- 박노식
- 황정순
- 김희갑
- 전계현
- 주증녀
- 유계선
- 김신재
- 이용
- 박상익
- 최삼
- 양훈
- 정철
- 이업동
- 이해룡
- 김효진